# Галактіон та Єпистима

Преподобномученики Галактіон та Єпистимія, фрагмент ікони «Мінея на листопад». Поч. XVII ст.

Галактіон та Єпистима (III ст., Фінікія) — християнські святі преподобномученики та подвижники.

## Життєпис
У III ст. у місті Емесі на території сучасного Лівану жив побожний християнин Галактіон. Його народженню батьки завдячували Господу Ісусу Христу. Будучи ще поганинами вони навернулись у християнство завдяки старцеві Онуфрію. Матері Галактіона Левкипії наснився сон, в якому Христос обіцяв визволити її від непліддя та сина що «буде страстей Його наслідувачем та Царства Його спільником».
Коли хлопцеві виповнилося 24 роки, він заручився з поганською дівчиною Єпистимією, яка під впливом нареченого невдовзі прийняла святе Хрещення. Молоді люди вирішили не одружуватися, а посвятити себе Богові та вступити до монастирів поблизу гори Синай. Там вони прославилися надзвичайно побожним чернечим життям.
В ті часи було жорстоке переслідування християн. Вояки напали на чоловічий монастир, ченці втекли, один тільки Галактіон залишився, його ж бо і знайшли в келії, коли читав Божественне Писання. Святого ув'язнили і привели на суд до поганського старости. Єпістимія, довідавшись про це, поспішила до Галактіона і безбоязно стала поруч із ним перед суддею. Староста наказав їх жорстоко мучити. За те, що поганський староста наказав роздягнути святу Єпистимію, він і всі, хто був поряд, осліпли, тільки після молитви святої Богові вони прозріли та навернулось 53 особи, проте мучитель ще більш озвірів. Преподобномученикам відтяли руки і ноги, але вони мужньо терпіли та прославляли Христа-Царя, говорячи: «Благословенний Господь наш, що руки мої він навчає до бою, пальці мої — до війни», потім відтяли святим язики та зарубали мечем. Сталося це 250 року.
Життєпис святих мучеників написав чорноризець Євтоломій, що бачив подвиги та мученицьку смерть святих та був рабом тестя Галактіона та якого цей святий і охрестив.
Євтоломій «взяв потай святі й чесні мощі пана й пані своїх і плакав над ними достатньо, відтак поховав їх чесно і написав добродійне житіє та доблесне страждання їхнє на користь тим, що читають і слухають у славу Бога в Тройці святій славленому Отцю, і Сину, і Святому Духу навіки. Амінь.»
До преподобномучеників Галактіону та Єпистимії звертаються у боротьбі з спокусами блуду.
Дні пам'яті: 18 листопада (за н.ст.).

## Образи

Мученицька смерть св.Галактіона та Єпистимії
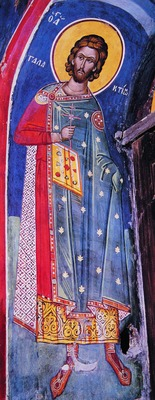
Мч. Галактіон. Розпис собору монастиря Діонісіат на Афоні. Сер. XVI ст.
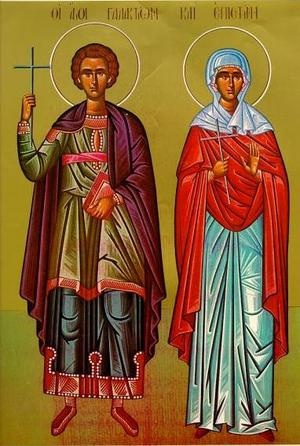
Ікона
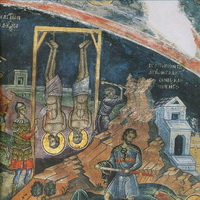
Муки та смерть святих Галактіона та Єпистимії
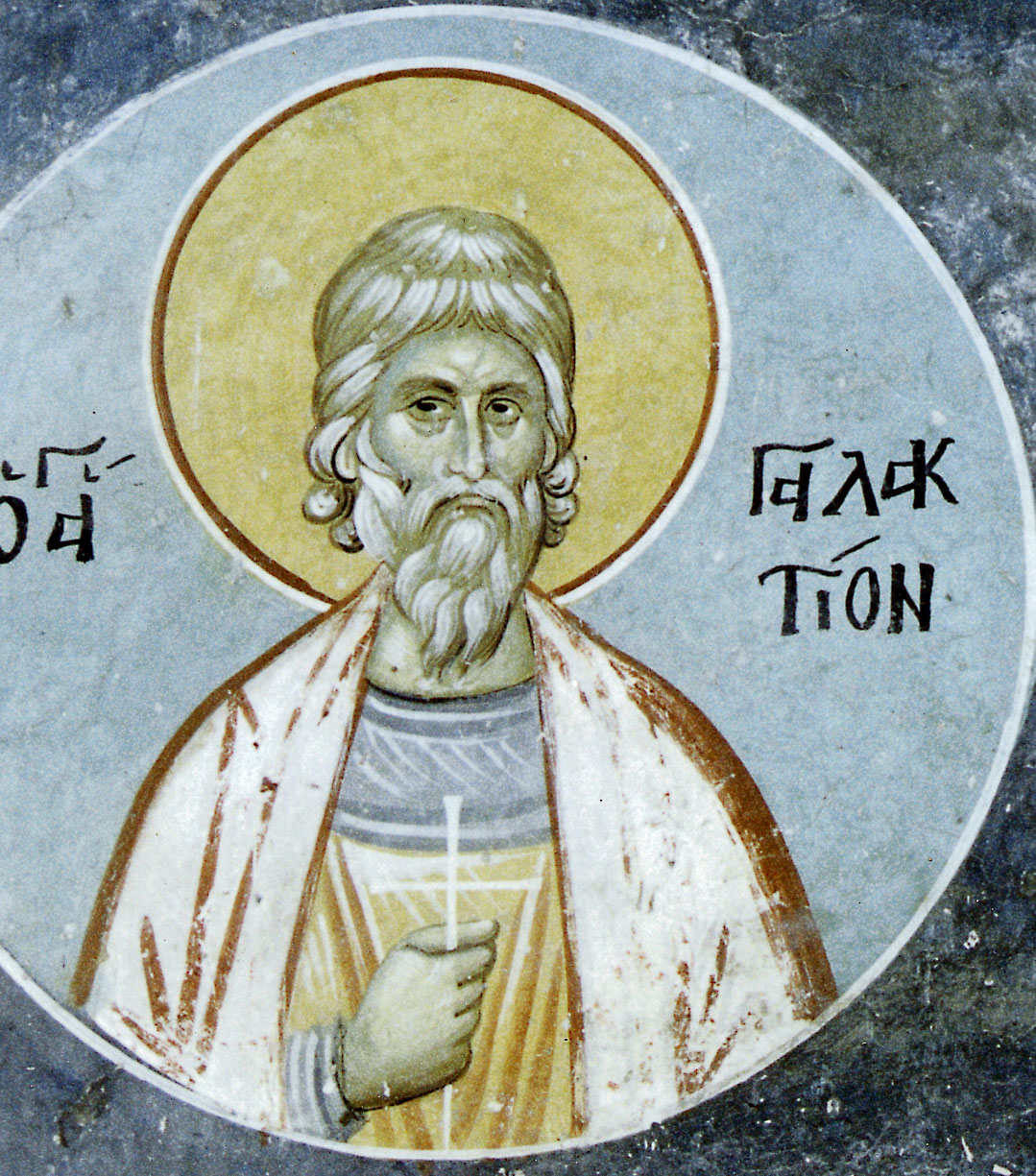
муч.Галактіон
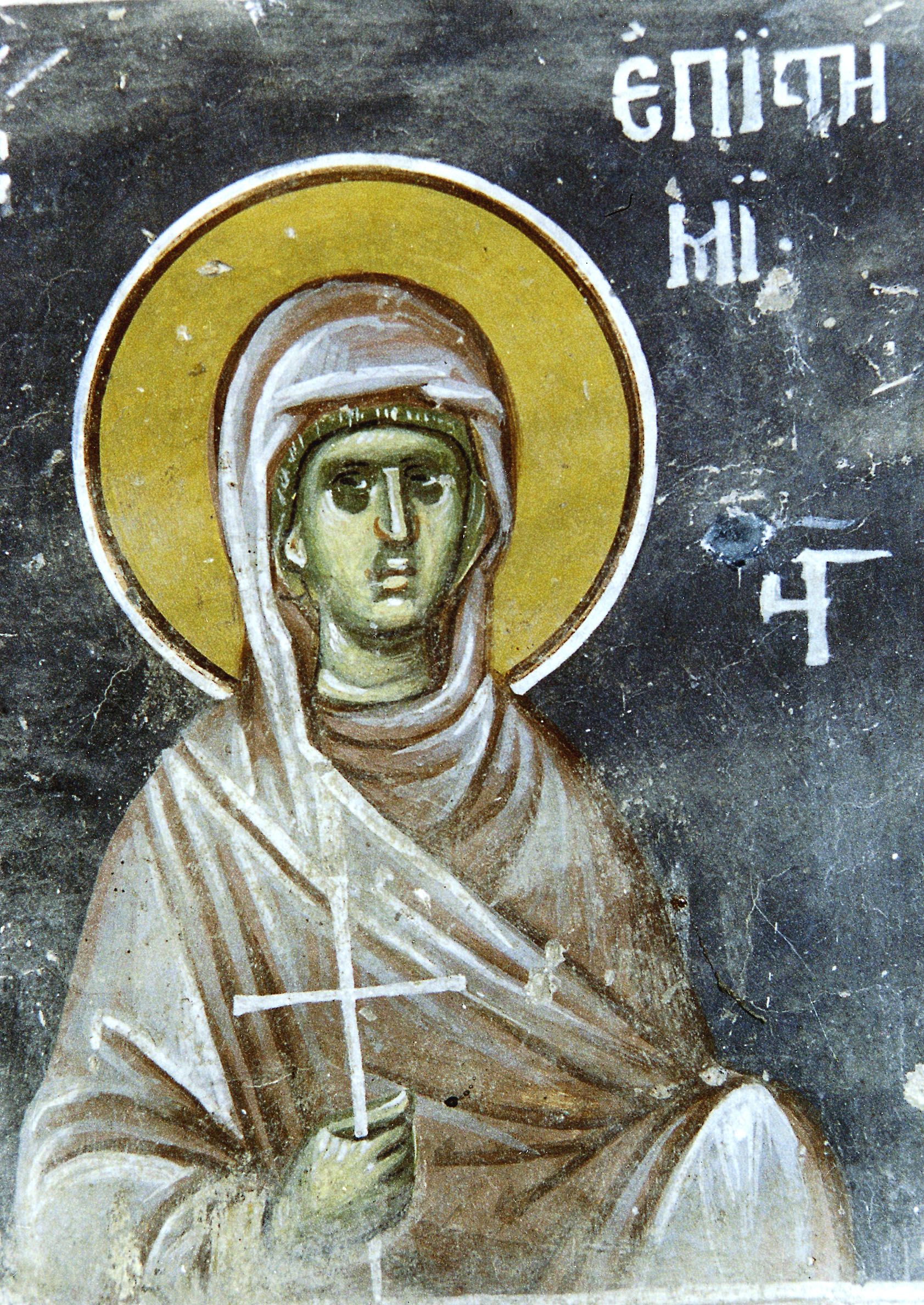
муч.Єпистимія